# Подунайське Біскупиці
Подунайське Біскупиці (словац. Podunajské Biskupice) — міська частина, громада округу Братислава II, Братиславський край. Кадастрова площа громади — 42.49 км².
Населення 22154 особи (станом на 31 грудня 2020 року).

## Історія
Подунайське Біскупиці згадується 1264 року.